# Jordy Clasie
Jordy Clasie (Haarlem, 27 de junho de 1991) é um futebolista profissional neerlandês  que joga atualmente joga pelo AZ Alkmaar.

## Primeiros Passos
Clasie começar a jogar futebol em sua cidade natal Haarlem. Sua primeira futebol que recebeu do ex-Willem van Hanegem internacional, um amigo de seu pai James. Van Hanegem tinha visto futebol em praças de Haarlem. Clasie várias vezes e, em seguida, viu tudo o que tinha pouca potência Clasie. Clasie começou a jogar futebol no HVV DSK de Haarlem. Mais tarde, ele deixou HVV DSK para jogar futebol no HFC EDO ('Eendracht Será que superar "), que também vem de Haarlem. Foi autorizado a completar uma série de treinamento de pilotos. Durante um torneio, em 2000, quando participou Clasie nome EDO descoberto por Feyenoord.

## Categorias de Base
Clasie escolheu Feyenoord e chegou em um dos jovens equipes vão. Ele ia todos os dias de comboio e para baixo de Haarlem para Rotterdam-Zuid ou ele foi criado por seu pai, que colocou tudo de lado para o gol de seu filho, um jogador de futebol profissional, de alcançar. Clasie é como seu pai, também um homem de família real. Seu irmão e, especialmente, seu pai significa tudo para ele e ele mesmo deixar-se sobre seu corpo. Ou uma tatuagem Clasie achei oscilar para cima ou para baixo fortemente, mas ele sempre imaginou que se persistisse ele finalmente no De Kuip faria spelen.Daarnaast Clasie encontrou dificuldades para jogar sob a crítica da juventude então chefe Henk van Stee, que muitos criticaram teve Clasie. Ele o chamou, entre outras pequenas e aconselhou-o a ir para outro clube. No final dessa temporada, Van Stee Sjachtar deixou para Donetsk para chegar lá chefe de desenvolvimento da juventude. Seu substituto, Stanley Brard, tinha confiança em Clasie. Ao contrário de seu antecessor
Eventualmente Clasie fluía para os B-juniores onde se encontrou com a equipe formada por Leroy Fer, Luc Castaignos, Stefan de Vrij, Erwin Mulder e Ricky van Haaren. Com Van Haaren e Shabir Isoufi Clasie foi o meio do B1. Um amigo Clasie que ele era Van Haaren junto junto desempenha uma grande parte da juventude. Na temporada 2008-2009 foi tanto Feyenoord Feyenoord B1 e A1 campeão da Holanda. Ambas as equipes Clasie jogou junto e ele foi mesmo o capitão. Isso aconteceu porque um monte pessoas da Um jovem perguntou pela primeira passou pela situação financeira do clube. Clasie foi, portanto, o direito de receber a escala em ambos os campeonatos.

## Empréstimo
Clasie fez sua estreia profissional em 15 de agosto de 2010, durante uma partida contra o rival Feyenoord Excelsior. Esta competição foi ganha por 3-2 Excelsior. Uma semana depois Clasie fez seu primeiro gol no futebol profissional no NEC a partir de Nijmegen. Clasie vai eventualmente crescer para uma força de base fixa no Kralingers e joga 32 jogos em que ele marcou duas vezes. Clasie admitiu após a temporada que ele sentiu que fisicamente não estava pronto para a Premier League e que ele poderia, portanto, só jogar uma série de jogos. Seu treinador, Alex Pastoor, portanto, deixá-lo fazer exercícios de caminhada extras em treinamento para se preparar fisicamente para a cimeira.

## Volta ao Feyenoord
Clasie teve a chance de jogar no centro das atenções por um lugar no sul de Roterdã. Em seu retorno ao Feyenoord Em 31 de julho de 2011, ele começou na base do Feyenoord em um amistoso contra o Málaga CF. Este jogo foi perdido 0-2. No Feyenoord Clasie rapidamente se tornou um favorito da multidão. Ele fez sua estréia para o Feyenoord no jogo contra seu ex-clube Excelsior. Feyenoord venceu o jogo 0-2. Seu primeiro gol foi contra Clasie FC Groningen. A partida terminou com uma vitória por 1-0 para o Feyenoord. Clasie desempenha uma boa temporada e faltando apenas um jogo da liga. Como recompensa por seu bom jogo Clasie ganhou Chuteira de Prata. Ele recebeu das mãos de seu amigo e ex-internacional Willem van Hanegem.

## Southampton
Em Julho de 2015, assinou com o Southampton.